# Gunung (Simo)
Gunung is een bestuurslaag in het regentschap Boyolali van de provincie Midden-Java, Indonesië. Gunung telt 3060 inwoners (volkstelling 2010).